# Donacesa miricornis
Donacesa miricornis là một loài bướm đêm trong họ Noctuidae.